# Списак врста сирева
Следи списак врста сирева по азбучном реду:
| Назив сира        | Држава порекла                        | Слика |
| ----------------- | ------------------------------------- | ----- |
| Апенцелер         | Швајцарска (листа швајцарских сирева) |       |
| Брије             | Француска                             |       |
| Влашићки сир      | Босна и Херцеговина                   |       |
| Гауда             | Холандија                             |       |
| Горгонзола        | Италија                               |       |
| Грана падано      | Италија                               |       |
| Гријер            | Швајцарска (листа швајцарских сирева) |       |
| Едамер            | Холандија                             |       |
| Ементалер         | Швајцарска (листа швајцарских сирева) |       |
| Зарац             | Босна и Херцеговина                   |       |
| Качкаваљ          | Бугарска Македонија Румунија Србија   |       |
| Камамбер          | Француска                             |       |
| Ливањски сир      | Хрватска                              |       |
| Маскарпоне        | Италија                               |       |
| Моцарела          | Италија                               |       |
| Пармезан          | Италија                               |       |
| Пашки сир         | Хрватска                              |       |
| Пекорино          | Италија                               |       |
| Пиротски качкаваљ | Србија                                |       |
| Раклет            | Швајцарска (листа швајцарских сирева) |       |
| Рикота            | Италија                               |       |
| Рокфор            | Француска                             |       |
| Тилситер          | Пруска                                |       |
| Трапист           | Француска                             |       |
| Стилтон           | Велика Британија                      |       |
| Фета              | Грчка                                 |       |
| Хаварти           | Данска                                |       |